# Cameron Diaz
Cameron Michelle Diaz (ur. 30 sierpnia 1972 w San Diego) – amerykańska aktorka, pisarka, producentka i modelka.
Urodziła się w San Diego, w Kalifornii, ale dorastała na Long Beach. W szkole średniej podpisała kontrakt jako modelka z Elite Model Management. Jako aktorka zadebiutowała u boku Jima Carreya w komedii Maska (1994), następnie zagrała drugoplanową postać w komedii romantycznej Mój chłopak się żeni (1997). Za tytułową rolę Mary w przebojowej komedii Bobby’ego i Petera Farrellych Sposób na blondynkę (1998) otrzymała nominację do Złotego Globu dla najlepszej aktorki w filmie komediowym lub musicalu. Jej kolejne dwa projekty – dramat sportowy Olivera Stone’a Męska gra (1999) i surrealistyczna komedia fantastyczna Spike’a Jonze’a Być jak John Malkovich (1999), która przyniosła jej drugą nominację do Złotego Globu dla najlepszej aktorki drugoplanowej – zapewniły aktorce reputację aktorki dramatycznej. Kolejne dwie nominacje do Złotego Globu dla najlepszej aktorki drugoplanowej otrzymała za występ w Vanilla Sky (2001) i dramacie gangsterskim Martina Scorsese Gangi Nowego Jorku (2002). Poza tym wystąpiła w innych głośnych filmach, w tym Aniołki Charliego (2000) i jego kontynuacji Aniołki Charliego: Zawrotna szybkość (2003). Użyczyła głosu księżniczce Fionie w serii filmów animowanych Shrek (2001–2010). Oprócz nominacji do Złotego Globu uzyskała także trzy nominacje do Nagrody Gildii Aktorów Ekranowych i nagrody nowojorskich krytyków filmowych.
W 2013 została okrzyknięta najlepiej opłacaną aktorką po „czterdziestce” w Hollywood. Począwszy od 2018, przychody ze sprzedaży kasowej filmów z Diaz w USA wyniosły łącznie ponad 3 miliardy dolarów, a światowe dochody przekraczały 7 mld dol., co czyni ją piątą najbardziej dochodową aktorką kasową w USA.

## Życiorys

### Wczesne lata
Urodziła się w San Diego jako córka Billie (z domu Early), agentki importowo-eksportowej, i Emilia Diaza (1949–2008), brygadzisty kalifornijskiej firmy naftowej Unocal. Jej ojciec, urodzony w okolicach Los Angeles, był Kubańczykiem pochodzenia hiszpańskiego, natomiast wśród przodków matki byli Anglicy, Niemcy i Szkoci z Ulsteru. Ma dwójkę starszego rodzeństwa: siostrę Chimene (ur. 5 czerwca 1970) i brata Michaela. Ukończyła Los Cerritos Elementary School. Uczęszczała do Jordan High School w North Long Beach. W 1989 ukończyła Long Beach Polytechnic High School na Long Beach, gdzie uczęszczał także Snoop Dogg.

### Początki kariery
W wieku 16 lat na imprezie w Hollywood została odkryta przez fotografa, który w ciągu tygodnia pomógł jej zdobyć kontrakt z Elite Modeling Agency, gdzie rozpoczęła karierę jako modelka. W lipcu 1990 pojawiła się na okładce magazynu „Seventeen”. Przez kolejne pięć lat podróżowała po świecie, aby kontynuować karierę modelki, zaczynając od Japonii. Brała udział w kampaniach marek, takich jak Calvin Klein czy Levi’s. W 1991 w Sydney wystąpiła w australijskiej reklamie Coca-Coli. Jej zdjęcia pojawiły się także na okładkach magazynów, takich jak „Glamour”, „Marie Claire”, „Harper’s Bazaar”, „Longevity”, „InStyle”, „Mujerhoy”, „Elle”, „Grazia”, „Esquire”, „L’Officiel”, „Vanity Fair”, „The Australian Women’s Weekly”, „Interview”, „FHM”, „Playboy”, „Mademoiselle”, „People”, „GQ” i „Vogue”.
W wieku 21 lat wygrała casting do roli piosenkarki jazzowej Tiny Carlyle w komedii kryminalnej Chucka Russella Maska (1994). Nie mając żadnego doświadczenia aktorskiego, bazowała wyłącznie na rekomendacji agencji modelek Elite, zapisała się jednak na profesjonalne warsztaty aktorskie. Maska stała się jednym z najbardziej dochodowych filmów 1994 i przyniósł Diaz nominacje do MTV Movie Award w kategoriach: najlepsza rola przełomowa, najbardziej pożądana aktorka i najlepsza scena taneczna z Jimem Carreyem. Następnie zagrała w niskobudżetowych, niezależnych produkcjach; w komedii kryminalnej Kolacja z arszenikiem (1995) z Markiem Harmonem, komedii romantycznej Piętno Minnesoty (1996) u boku Keanu Reevesa, komedii romantycznej Edwarda Burnsa Ta jedyna (1996) z Jennifer Aniston, dramacie kryminalnym Klucze do miasta (Keys to Tulsa, 1996) u boku Erica Stoltza i Jamesa Spadera, czarnej komedii Urwanie głowy (Head Above Water, 1996) z Harveyem Keitelem oraz komedii kryminalnej fantasy Danny’ego Boyle’a Życie mniej zwyczajne (1997).

### Rozwój kariery

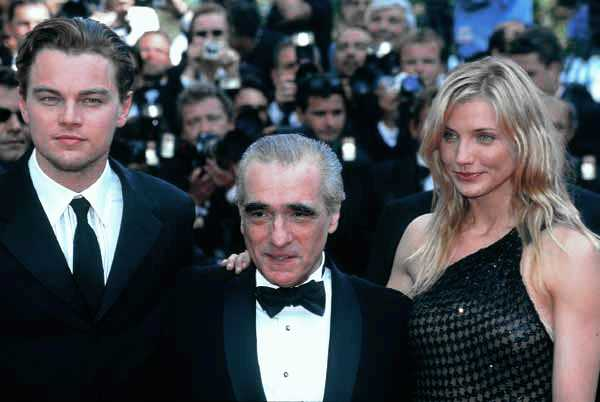
Diaz, Scorsese i DiCaprio na pokazie Gangów Nowego Jorku (Cannes, 2002)

Za drugoplanową rolę Kimberly „Kimmy” Wallace, narzeczonej Michaela (Dermot Mulroney) pochodzącej z zamożnej rodziny w komedii romantycznej Mój chłopak się żeni (1997) z Julią Roberts zdobyła ALMA Award za znakomity indywidualny występ w roli crossovera w filmie fabularnym i Blockbuster Entertainment Award oraz była nominowana do Nagrody Satelity. Jako obiekt pożądania wielu mężczyzn Mary Jensen, mieszkającą z upośledzonym bratem (W. Earl Brown), matką (Markie Post) i ojczymem (Keith David) w komedii Bobby’ego i Petera Farrellych Sposób na blondynkę (1998) otrzymała MTV Movie Award i Teen Choice Awards oraz nominację do Złotego Globu dla najlepszej aktorki w filmie komediowym lub musicalu. W 1998 trafiła na listę 50. najpiękniejszych twarzy świata magazynu „People”. Po udziale w czarnej komedii Petera Berga Gorzej być nie może (1998), zagrała postać współwłaścicielki drużyny futbolowej Miami Sharks w dramacie sportowym Olivera Stone’a Męska gra (1999), za którą odebrała ALMA Award i Blockbuster Entertainment Award oraz była nominowana do Teen Choice Awards. Rola Lotte Schwartz, żony lalkarza (John Cusack) i pracoholiczki zatrudnionej w sklepie ze zwierzętami w surrealistycznej komedii fantastycznej Spike’a Jonze’a Być jak John Malkovich (1999) spotkał się z pozytywnymi ocenami krytyków, przynosząc jej drugą nominację do Złotego Globu dla najlepszej aktorki drugoplanowej, nagród Gildii Aktorów Filmowych i BAFTA.
Jako Natalie Cook wraz z Drew Barrymore i Lucy Liu tworzyła trio pracujące dla tajemniczego Charliego, szefa agencji detektywistycznej specjalizującej się w rozwiązywaniu najtrudniejszych zagadek kryminalnych w komedii sensacyjnej Josepha McGinty’ego Nichola Aniołki Charliego (2000) i sequelu Aniołki Charliego: Zawrotna szybkość (2003). Stała się jedną z najpopularniejszych aktorek Hollywood i trzecią aktorką w historii, która za jedną rolę otrzymała wynagrodzenie w wysokości 20 mln dolarów.

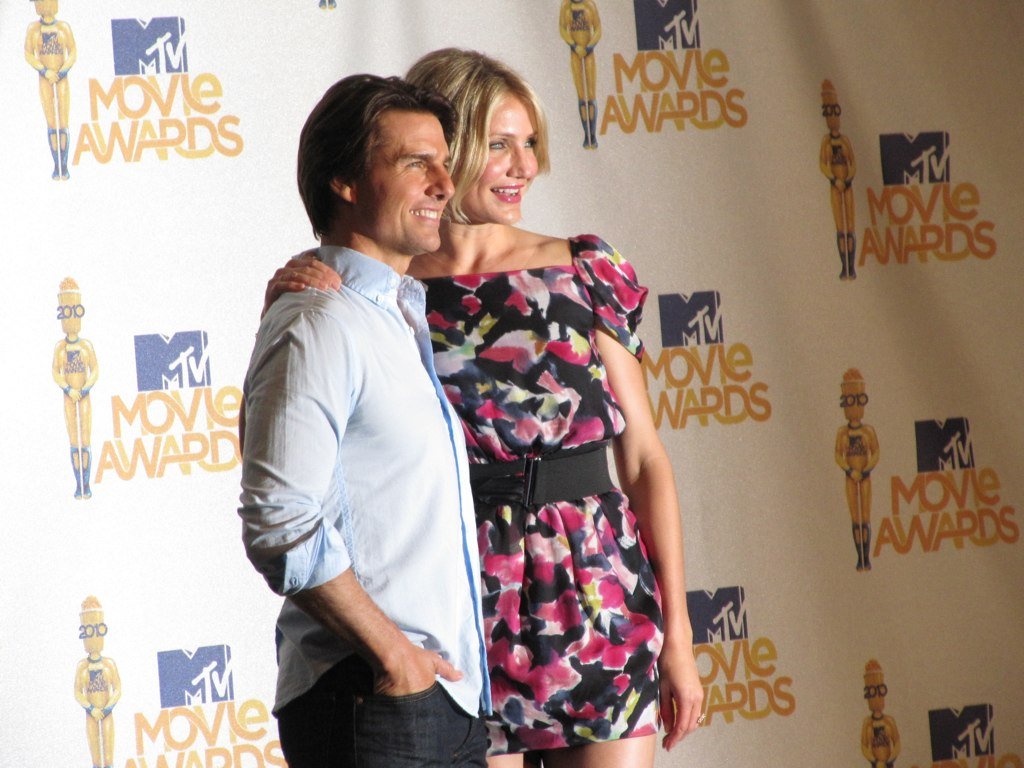
Cameron Diaz i Tom Cruise (MTV Movie Award, 2010)

Kolejną nominację do Złotego Globu za drugoplanową rolę, nagród Gildii Aktorów Filmowych, Saturna i Amerykańskiego Instytutu Filmowego zdobyła za rolę Julianny „Julie” Gianni, kochanki szefa dużego nowojorskiego wydawnictwa (Tom Cruise) w dreszczowcu Vanilla Sky (2001).
Użyczyła głosu postaci królewny Fiony w filmie animowanym Shrek (2001; za dubbing otrzymała 10 mln dolarów) oraz kolejnych częściach – Shrek 2 (2004), Shrek Trzeci (2007; za dubbing otrzymała rekordową kwotę 30 mln dolarów), Shrek Forever After (2010) i Shrek ma wielkie oczy (2012).
Kreacja Jenny Everdeane, enigmatycznej kobiety-kieszonkowca w dramacie gangsterskim Martina Scorsese Gangi Nowego Jorku (2002) przyniosła jej czwartą nominację do Złotego Globu dla najlepszej aktorki drugoplanowej. Odrzuciła propozycję występu w filmie Dick i Jane: Niezły ubaw u boku Jima Carreya. Następnie zagrała w komediodramacie Curtisa Hansona Siostry (2005), komedii romantycznej Nancy Meyers Holiday (2006), komedii Co się zdarzyło w Las Vegas (2008), dramacie Bez mojej zgody (2009), komedii sensacyjno-przygodowej Jamesa Mangolda Wybuchowa para (2010) u boku Toma Cruise’a i dreszczowcu psychologicznym Richarda Kelly’ego The Box. Pułapka (2014). Po raz ostatni wystąpiła na ekranie w familijnej komedii muzycznej Annie (2014).
22 czerwca 2009 odsłoniła swoją gwiazdę w Hollywood Walk of Fame.
Diaz napisała również dwie książki o zdrowiu: The Body Book (2013), bestseller „The New York Times”, i The Longevity Book (2016).

### Dochody
Należy do czołówki najlepiej opłacanych oraz najlepiej zarabiających aktorek Hollywood.
Według CBS, może liczyć na gażę w wysokości powyżej 15 mln dolarów za udział w jednym projekcie, zajmując tym samym 3. miejsce na liście najlepiej opłacanych aktorek. „Forbes” uznał Diaz za najlepiej zarabiającą aktorkę w okresie od czerwca 2008 do czerwca 2009, z rocznym dochodem w wysokości 50 mln dolarów.
Od czerwca 2009 do czerwca 2010 dochód aktorki wynosił 20 mln dolarów, co pozwoliło jej na zajęcie 5. pozycji wśród najlepiej zarabiających aktorek tego okresu. Z kolei w zestawieniu „Forbesa” dotyczącym okresu od czerwca 2009 do czerwca 2010 uplasowała się na 2. miejscu listy najlepiej zarabiających aktorek, z rocznym dochodem w wysokości 32 mln dolarów. W 2012 magazyn umieścił ją na 59. pozycji najbardziej wpływowych postaci show-biznesu, z rocznym zarobkiem 34 mln dolarów.

## Życie prywatne

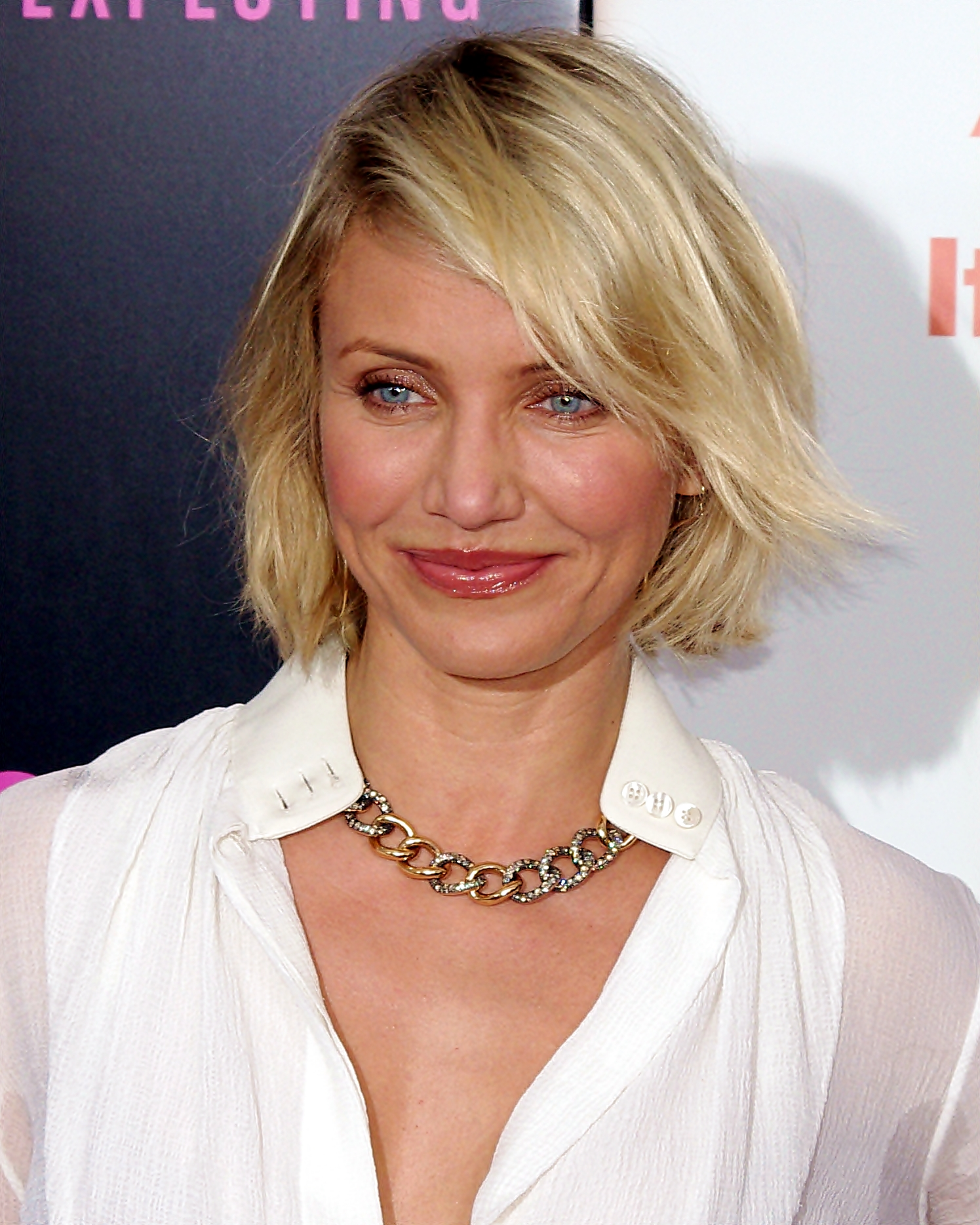
Cameron Diaz na premierze Jak urodzić i nie zwariować (Nowy Jork, 2012)

W 1992 wystąpiła w wideo She’s No Angel, reprezentującym pornografię zawoalowaną, autorstwa fotografa Johna Ruttera. W 2003 sąd przychylił się do wniosku aktorki, która pozwała Ruttera, domagając się zakazu rozpowszechniania materiałów związanych z She’s No Angel. Rok później wideo było dystrybuowane przez rosyjską stronę internetową. W 2007 pozwała American Media Incorporated, wydawcę tygodnika „National Enquirer”, kiedy na stronie internetowej magazynu pojawił się artykuł, jakoby aktorka zdradzała swojego ówczesnego partnera, Justina Timberlake’a. Wygrała proces o zniesławienie, a czasopismo wystosowało oficjalne przeprosiny wobec niej oraz przyznało, że informacje były nieprawdziwe.
W latach 1990–1995 była związana z bezrobotnym studentem Mattem Hansonem. Od listopada 1995 do września 1998 spotykała się z Mattem Dillonem, którego poznała na planie filmu Sposób na blondynkę. Od sierpnia 1999 do marca 2003 romansowała z wokalistą Jaredem Leto. Od kwietnia 2003 do grudnia 2006 jej partnerem był Justin Timberlake. W październiku 2004 użyli siły wobec fotografa czekającego na nich przed hotelem oraz zniszczyli jego aparat. Zdjęcia tego incydentu opublikowane zostały przez magazyn „Us Weekly”, a reprezentanci pary tłumaczyli, że dwójka poddała się złym emocjom wywołanym przez natrętnego fotografa. Od maja 2010 do października 2011 spotykała się z graczem drużyny baseballowej New York Yankees, Alexem Rodriguezem.
W maju 2014 poznała Benjiego Maddena, gitarzystę i wokalistę zespołu Good Charlotte, za którego wyszła za mąż 5 stycznia 2015 podczas kameralnej uroczystości w domu w Beverly Hills. Mają córkę Raddix (ur. 30 grudnia 2019) i syna Cardinalla (ur. w marcu 2024).
W wyborach prezydenckich w Stanach Zjednoczonych z 2000 otwarcie popierała kandydaturę Ala Gore’a. Zaangażowała się również w działania Iraq and Afghanistan Veterans of America, pierwszej i największej organizacji non-profit dla weteranów wojen w Iraku i Afganistanie, występując publicznie w roli adwokata rodzin żołnierzy.
W artykule magazynu „Time” z 1997 zamieszczono informację, że aktorka cierpi na mizofobię. Jednak w 2009, pytana o tę kwestię, zaprzeczyła, twierdząc, że „krótki komentarz, który poczyniła 12 lat wcześniej na temat łazienek publicznych został znacznie wyolbrzymiony”.

## Filmografia

### Filmy

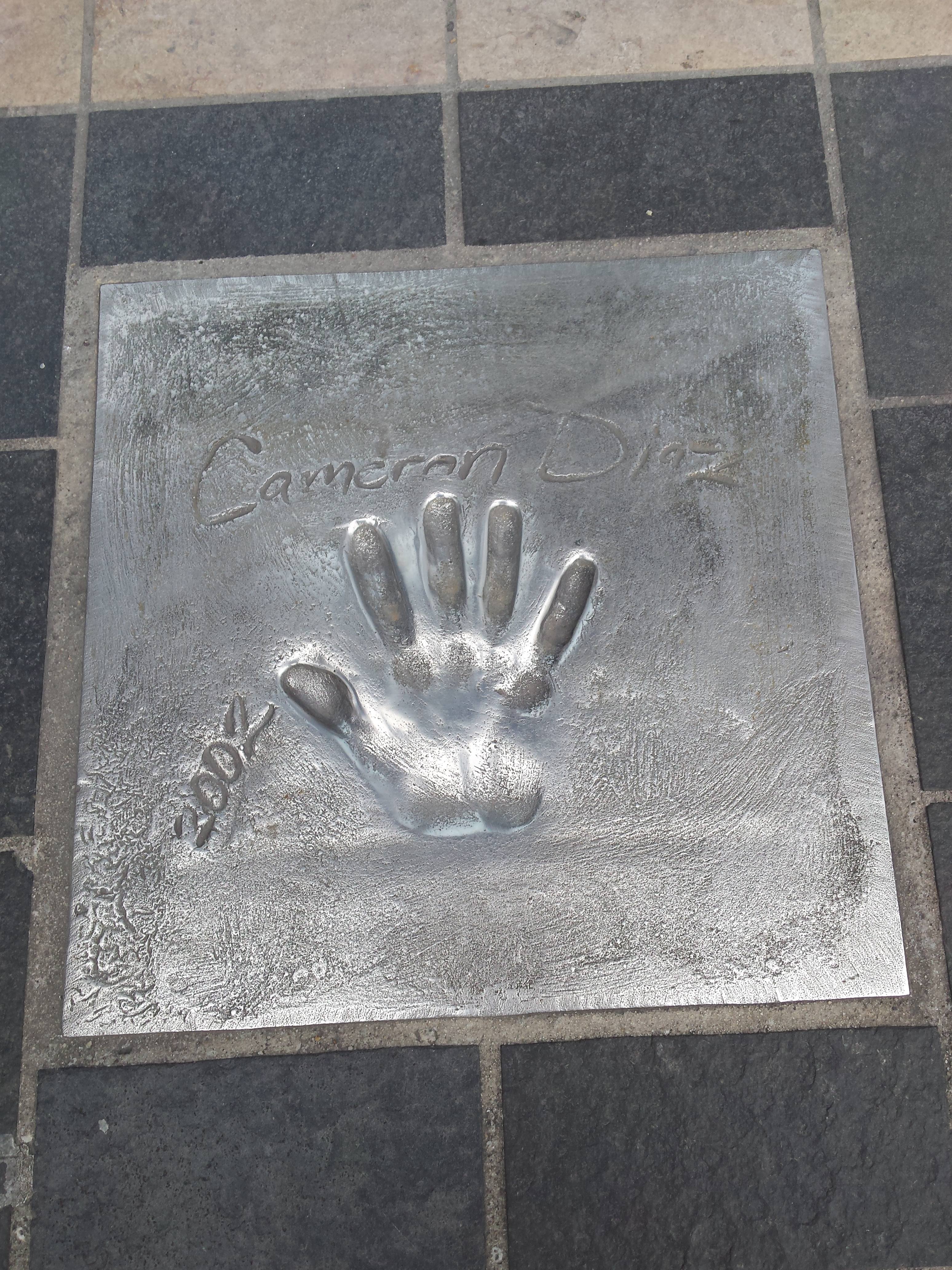
Odcisk dłoni Cameron Diaz na Alei Gwiazd w Cannes wykonany w 2002

| Rok                   | Film                                 | Rola | Informacje |
| --------------------- | ------------------------------------ | --- | --- |
| 1994                  | Maska                                | Tina Carlyle | Nominacja – MTV Movie Award dla najlepszego debiutu Nominacja – MTV Movie Award dla najbardziej pożądanej kobiety Nominacja – MTV Movie Award dla najlepszej sekwencji tanecznej (z Jimem Carreyem) |
| 1995                  | Kolacja z arszenikiem                | Jude | |
| 1996                  | Ta jedyna                            | Heather | |
| 1996                  | Piętno Minnesoty                     | Freddie Clayton | |
| 1996                  | Urwanie głowy                        | Nathalie | |
| 1996                  | Klucze do miasta                     | Trudy | |
| 1997                  |                                      | | |
| Mój chłopak się żeni  | Kimberly Wallace                     | ALMA Award dla najlepszej aktorki Blockbuster Award dla najlepszej aktorki drugoplanowej w komedii Nominacja – Nagroda Satelita dla najlepszej aktorki drugoplanowej | |
| Życie mniej zwyczajne | Celine Naville                       | Nominacja – MTV Movie Award dla najlepszej sekwencji tanecznej (z Ewanem McGregorem) | |
| 1998                  | Las Vegas Parano                     | reporterka telewizyjna | |
| 1998                  | Sposób na blondynkę                  | Mary Jensen | American Comedy Award dla najzabawniejszej aktorki drugoplanowej Blockbuster Award dla najlepszej aktorki w komedii New York Film Critics Circle Award dla najlepszej aktorki Teen Choice Award dla najohydniejszej sceny MTV Movie Award dla najlepszej aktorki Nominacja – Złoty Glob dla najlepszej aktorki w filmie komediowym lub musicalu Nominacja – ALMA Award dla najlepszej aktorki Nominacja – MTV Movie Award dla najlepszego pocałunku filmowego Nominacja – MTV Movie Award for Best Comedic Performance Nominacja – MTV Movie Award dla najlepszego duetu filmowego Nominacja – Teen Choice Award dla najlepszej aktorki                                              |
| 1998                  | Gorzej być nie może                  | Laura Garrety | |
| 1999                  | Man Woman Film                       | celebrytka | cameo |
| 1999                  | Być jak John Malkovich               | Lotte Schwartz | Nominacja – Nominacja – Złoty Glob dla najlepszej aktorki drugoplanowej Nominacja – BAFTA Award dla najlepszej aktorki drugoplanowej Nominacja – American Comedy Award dla najzabawniejszej aktorki drugoplanowej Nominacja – Chlotrudis Award dla najlepszej aktorki drugoplanowej Nominacja – Las Vegas Film Critics Society Award dla najlepszej aktorki drugoplanowej Nominacja – Online Film Critics Society Award dla najlepszej aktorki drugoplanowej Nominacja – Satelita dla najlepszej aktorki drugoplanowej Nominacja – Nagroda Gildii Aktorów Filmowych dla najlepszej aktorki drugoplanowej Nominacja – Nagroda Gildii Aktorów Filmowych dla najlepszej obsady filmowej |
| 1999                  | Męska gra                            | Christina Pagniacci | ALMA Award dla najlepszej aktorki Blockbuster Entertainment Award dla najlepszej aktorki |
| 1999                  | Na pierwszy rzut oka                 | Carol Faber | |
| 1999                  | Sekret                               | Faith | |
| 2000                  | Aniołki Charliego                    | Natalie Cook | Nominacja – Satelita dla najlepszej aktorki Nominacja – Kids’ Choice Award dla najlepszej aktorki filmowej Nominacja – Saturn dla najlepszej aktorki drugoplanowej |
| 2001                  |                                      | | |
| Shrek                 | królewna Fiona                       | głos | |
| Vanilla Sky           | Julie Gianni                         | Boston Society of Film Critics Award dla najlepszej aktorki drugoplanowej Chicago Film Critics Association Award dla najlepszej aktorki drugoplanowej Nominacja – Złoty Glob dla najlepszej aktorki drugoplanowej Nominacja – Nagroda Amerykańskiego Instytutu Filmowego dla najlepszej aktorki Nominacja – ALMA Award dla najlepszej aktorki drugoplanowej Nominacja – Broadcast Film Critics Association Award dla najlepszej aktorki drugoplanowej Nominacja – Phoenix Film Critics Society Award dla najlepszej aktorki drugoplanowej Nominacja – Saturn dla najlepszej aktorki drugoplanowej Nominacja – Nagroda Gildii Aktorów Filmowych dla najlepszej aktorki drugoplanowej | |
| 2002                  | Ostrożnie z dziewczynami             | Christina Walters | Nominacja – Teen Choice Award dla najlepszej aktorki w komedii |
| 2002                  | My Father’s House                    | dziewczyna | cameo |
| 2002                  | Raport mniejszości                   | kobieta w metrze | cameo |
| 2002                  | Gangi Nowego Jorku                   | Jenny Everdeane | Nominacja – Złoty Glob dla najlepszej aktorki drugoplanowej |
| 2003                  | Aniołki Charliego: Zawrotna szybkość | Natalie Cook | Imagen Foundation Award dla najlepszej aktorki Nominacja – Kids’ Choice Award dla najlepszej aktorki filmowej |
| 2004                  | Shrek 2                              | królewna Fiona | głos |
| 2005                  | Siostry                              | Maggie Feller | Nominacja – Imagen Foundation Award dla najlepszej aktorki |
| 2006                  | Holiday                              | Amanda Woods | Nominacja – ALMA Award dla najlepszej aktorki |
| 2007                  | Shrek Trzeci                         | królewna Fiona | głos |
| 2008                  | Co się zdarzyło w Las Vegas          | Joy McNally | Nominacja – Teen Choice Award dla najlepszej aktorki w komedii |
| 2009                  | Bez mojej zgody                      | Sara Fitzgerald | Nominacja – ALMA Award dla najlepszej aktorki |
| 2009                  | The Box. Pułapka                     | Norma Lewis | |
| 2010                  | Shrek Forever After                  | królewna Fiona | głos Nominacja – Annie dla najlepszej aktorki głosowej w pełnometrażowym filmie animowanym |
| 2010                  | Wybuchowa para                       | June Havens | Nominacja – Teen Choice - aktorka lata |
| 2011                  | Green Hornet 3D                      | Lenore Case | |
| 2011                  | Zła kobieta                          | Elizabeth Halsey | Teen Choice Award dla najlepszej aktorki komediowej Nominacja – ALMA Award dla najlepszej aktorki w musicalu lub komedii |
| 2012                  | Jak urodzić i nie zwariować          | Jules | |
| 2012                  | Gambit, czyli jak ograć króla        | PJ Puznowski | |
| 2013                  | Adwokat                              | Malkina | |
| 2014                  | Inna kobieta                         | Carly Whitten | |
| 2014                  | Sekstaśma                            | Annie | |
| 2014                  | Annie                                | Colleen Hannigan | |
| 2025                  | Znowu w akcji                        | Emily | |
| 2026                  | Shrek 5                              | Królewna Fiona | głos; w produkcji |

### Telewizja
| Rok       | Tytuł                 | Rola                                                  | Informacje                                |
| --------- | --------------------- | ----------------------------------------------------- | ----------------------------------------- |
| 2005      | Trippin’              | ona sama                                              |                                           |
| 2007      | Pada Shrek            | Fiona                                                 | film telewizyjny                          |
| 1998–2014 | Saturday Night Live   | ona sama                                              | 10 odcinków; również producent wykonawczy |
| 2009      | Ulica Sezamkowa       | ona sama                                              | 2 odcinki                                 |
| 2010      | Top Gear              | gwiazda w segmencie „Star in a Reasonably-Priced Car” | odcinek 5., seria 15.                     |
| 2010      | Shrek ma wielkie oczy | Fiona                                                 | film telewizyjny                          |
| 2014      | Zła kobieta           | Elizabeth Halsey                                      | producentka; 13 odcinków                  |
| 2015      | Yo Gabba Gabba!       | China Gabbas                                          |                                           |